# 세계 자살 예방의 날

노란 리본은 희망과 생명의 소중함을 상징한다.

세계 자살 예방의 날(World Suicide Prevention Day)은 매년 9월 10일로, 전 세계에 생명의 소중함과 자살문제의 심각성을 널리 알리고 대책을 마련하기 위한 날이다. 세계보건기구(WHO)와 국제자살예방협회(IASP)에 의해 2003년부터 제정, 시행되고있다.

## 같이 보기
- 자살률에 따른 나라 목록
- 자살예방